# 山崎吉家
山崎 吉家（やまざき よしいえ）は、戦国時代から安土桃山時代にかけての武将。朝倉氏の家臣。また、歌人としても知られている。

## 生涯
山崎長吉の子として誕生。享禄4年（1531年）8月の享禄の錯乱に伴う朝倉軍の加賀国出兵の際、朝倉宗滴に従って今湊に着陣した「山崎新左衛門尉」が初見とされ、弘治元年（1555年）の加賀一向一揆攻めで、大将である宗滴が病に倒れると、代わりに大将に指名された朝倉景隆と共に出陣している。
宗滴没後はそれまで宗滴が担当してきた越後国の上杉氏との交渉役を引き継ぎ、後に織田信長との戦いが始まると、美濃国安養寺（郡上市）や遠藤氏を通じて武田信玄とも交渉しており、朝倉氏の外交の分野で特に重要な役割を果たしている。永禄10年（1567年）3月の堀江景忠謀叛の際には、魚住景固と共に討伐軍大将として派遣された。翌永禄11年（1568年）5月の足利義昭の朝倉館訪問時には、年寄衆として挨拶をしている。
元亀元年（1570年）4月の金ヶ崎の戦いでは、朝倉義景本隊の第1陣として一乗谷を進発し、織田軍撤退後の5月11日に総大将朝倉景鏡の下、近江国に出陣、美濃国境まで進出し赤坂・垂井などを放火して姉川の戦い直前の6月15日に帰陣した。同年8月、摂津国中嶋に進出した三好三人衆を討つため信長が岐阜を出立すると、浅井長政の要請を受けて援軍として小谷城に入り、この時、現在、山崎丸と呼ばれる砦を築いたという。そのまま9月に入り近江に進出してきた朝倉軍本隊と合流し、朝倉景健と共に先陣を賜り、浅井軍・一揆勢と共に西近江を南下して、坂本の戦いで織田軍に勝利し、織田家の部将森可成・織田信治・青地茂綱らを討ち取っている（宇佐山城の戦い、志賀の陣）。
元亀3年（1572年）7月から12月にかけての義景の北近江出陣にも従軍、更に翌元亀4年（1573年）3月の義景の敦賀出陣にも従軍し、若狭国に進出して佐柿城に付け城を築いている。天正元年8月14日、刀禰坂の戦いでは退却する朝倉軍の殿軍を任され奮戦したが、織田軍の執拗な追撃の前に力尽き、弟である吉延(吉清)・珠宝坊、子・吉健ら一族のほとんどを含めた多くの将兵と共に戦死した。吉家の遺骸は、戦死者の弔いの慣習に倣い、合戦地の何処かに埋葬されたと考えられる。なお、福井県敦賀市疋田の、国道疋田交差点近くの道路脇薮には、国道建設工事の際に掘り出された、朝倉家家臣たち（山崎一族も含まれる）の墓塔が集められて祀られている。
後に明智光秀や前田利家・利長親子に仕えた山崎長徳は吉延の子である。

## 関連作品
- 赤神諒『酔象の流儀　朝倉盛衰記』（講談社、2018年12月18日）（山崎吉家を主人公とする）
- 麒麟がくる - 2020年（令和2年）NHK大河ドラマ、演：榎木孝明[7]